# هارمن فان بوليس

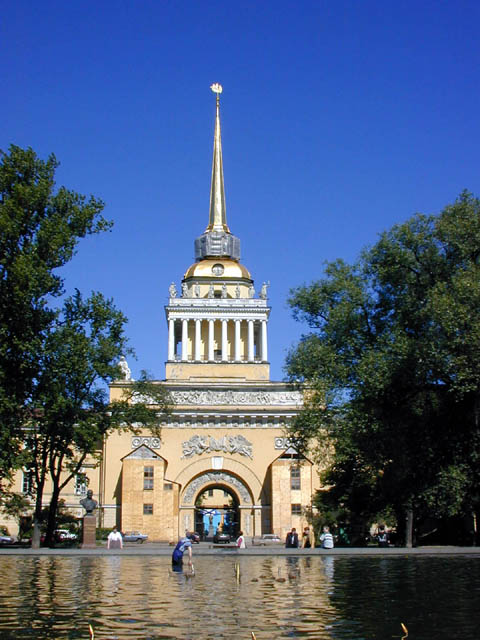
مبنى الأميرالية في شارع نيفسكي

هارمن فان بوليس (أمستردام 1689 - سانت بطرسبرغ 1764) كان معماري ملكي في روسيا.
وكان والد هارمن باني طواحين رحال، جاء من عائلة نجارين من جنوب هولندا، هولندا. أسس جد هارمن نفسه كنجار في قرية بولنيس، وهو أصل اسم العائلة. وعندما تم تعيين كورنيليس نجار المدينة في سخيدام في 1690 انتقلت العائلة هناك. وفي شبابه قام والده بتعليمه، وهو مهندس معماري المدينة، لكنه لم يسر على خطى والده. وقد أصبح شقيقه الأصغر، أراي فان بوليس معماري المدينة في 1724. وقد شغل هذه الوظيفة ذريته حتى 1827.